# Martinus Schouman
Martinus Schouman  (Dordrecht, 29 januari 1770 – Breda, 30 oktober 1848) was een Nederlands kunstschilder, aquarellist en tekenaar uit de late achttiende en negentiende eeuw die vooral bekend is om zijn zeegezichten en schilderijen met schepen.

## Biografie
Schouman werd in Dordrecht geboren en was de leerling en achterneef van de kunstschilder Aart Schouman. Zijn leerlingen waren Pieter Arnout Dijxhoorn, Jan de Greef (1784-1834), Pieter Martinus Gregoor, Matthijs Quispel, Johannes Christiaan Schotel en zijn zoon Izaak Schouman.
Hij is vooral bekend om zijn zeegezichten en landschappen. Hij was lid van de Dordtse kunstenaarssociëteit Pictura en van de Koninklijke Academie voor Schone Kunsten van Brussel. 
Werken van zijn hand bevinden zich o.a. in het Rijksmuseum, het Dordrechts Museum en in musea in Duitsland.
- Biografisch Portaal: 70927924
- Digitale Bibliotheek voor de Nederlandse Letteren: scho461
- International Standard Name Identifier: 0000 0000 7054 8603
- KulturNav: 59c458fe-eeb8-4827-89c5-a30d1bb41510
- Nederlandse Thesaurus van Auteursnamen: 069980004
- RKD-Nederlands Instituut voor Kunstgeschiedenis: 71077
- Union List of Artist Names: 500017518
- Virtual International Authority File: 95788672
- WorldCat: E39PBJwCYrrCyTfMPpfkwYrH4q